# Puy de Dôme (berg)
För departementet, se Puy-de-Dôme.
Puy de Dôme (occitanska: Puèi Domat, Puèi de Doma) är en stor vilande lavadom och en av de yngsta vulkanerna i Chaîne des Puys i sydcentrala Frankrike. Märkligt nog ligger denna kedja av konvulkaner, lavadomer och maarer långt ifrån någon plattektonisk gräns. Puy de Dôme ligger cirka 10 km från Clermont-Ferrand, och departementet Puy-de-Dôme (med bindestreck) är namngivet efter vulkanen. Kuggstångsbanan Panoramique des Dômes går upp på toppen.

## Galleri

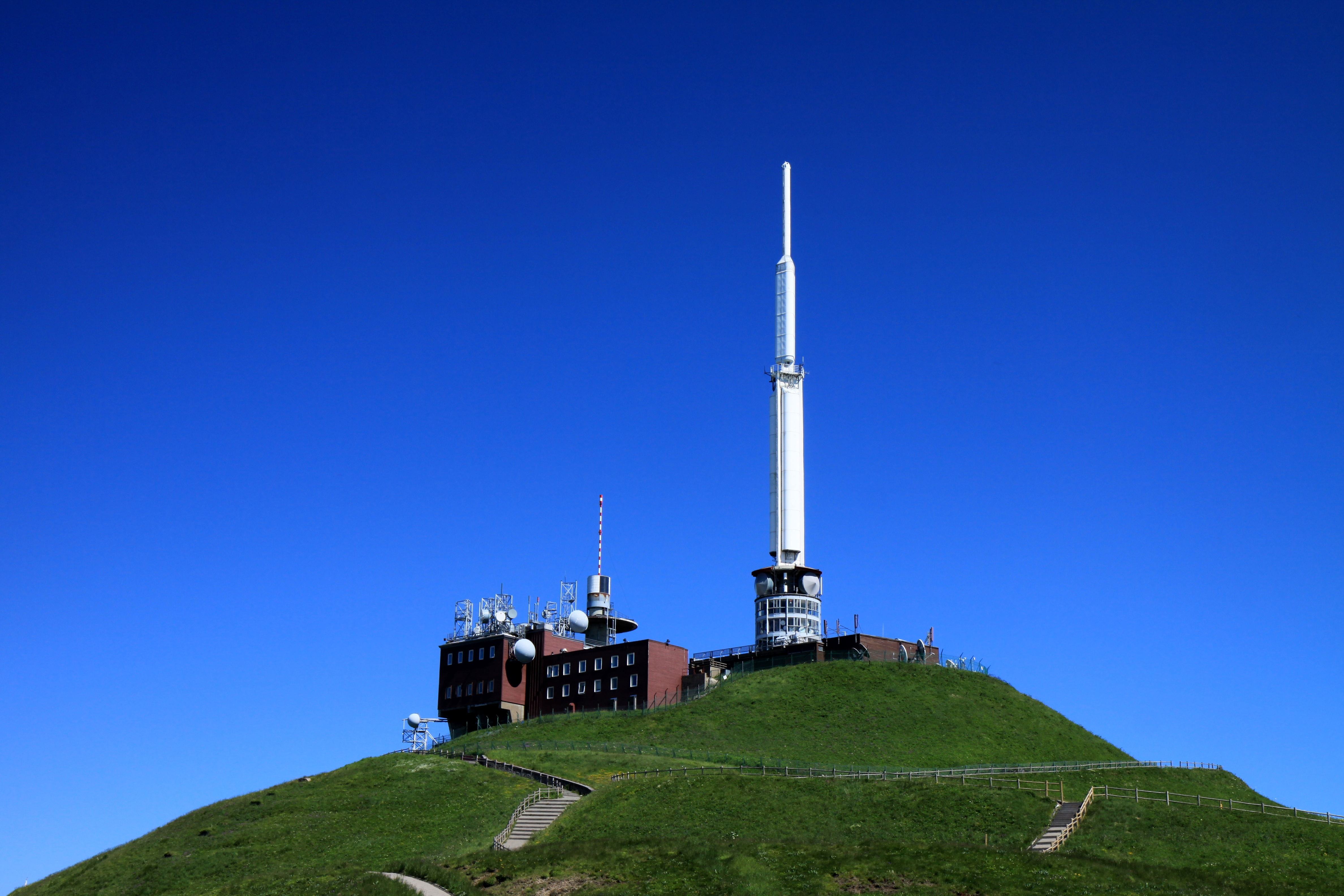
Klimatlaboratoriet och station för sändning av Tv och telefoni på toppen av Puy de Dôme
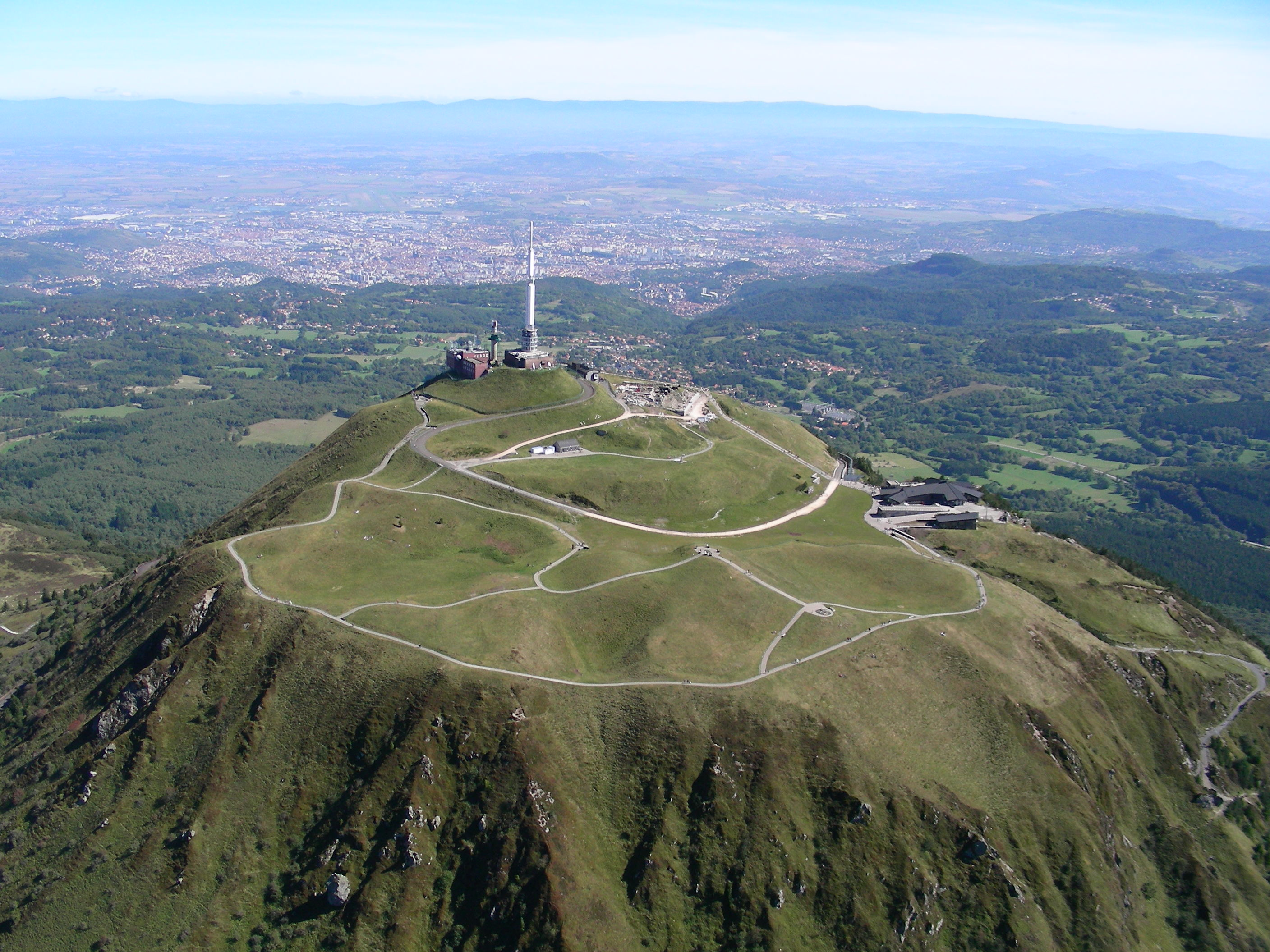
Toppen på Puy de Dôme.
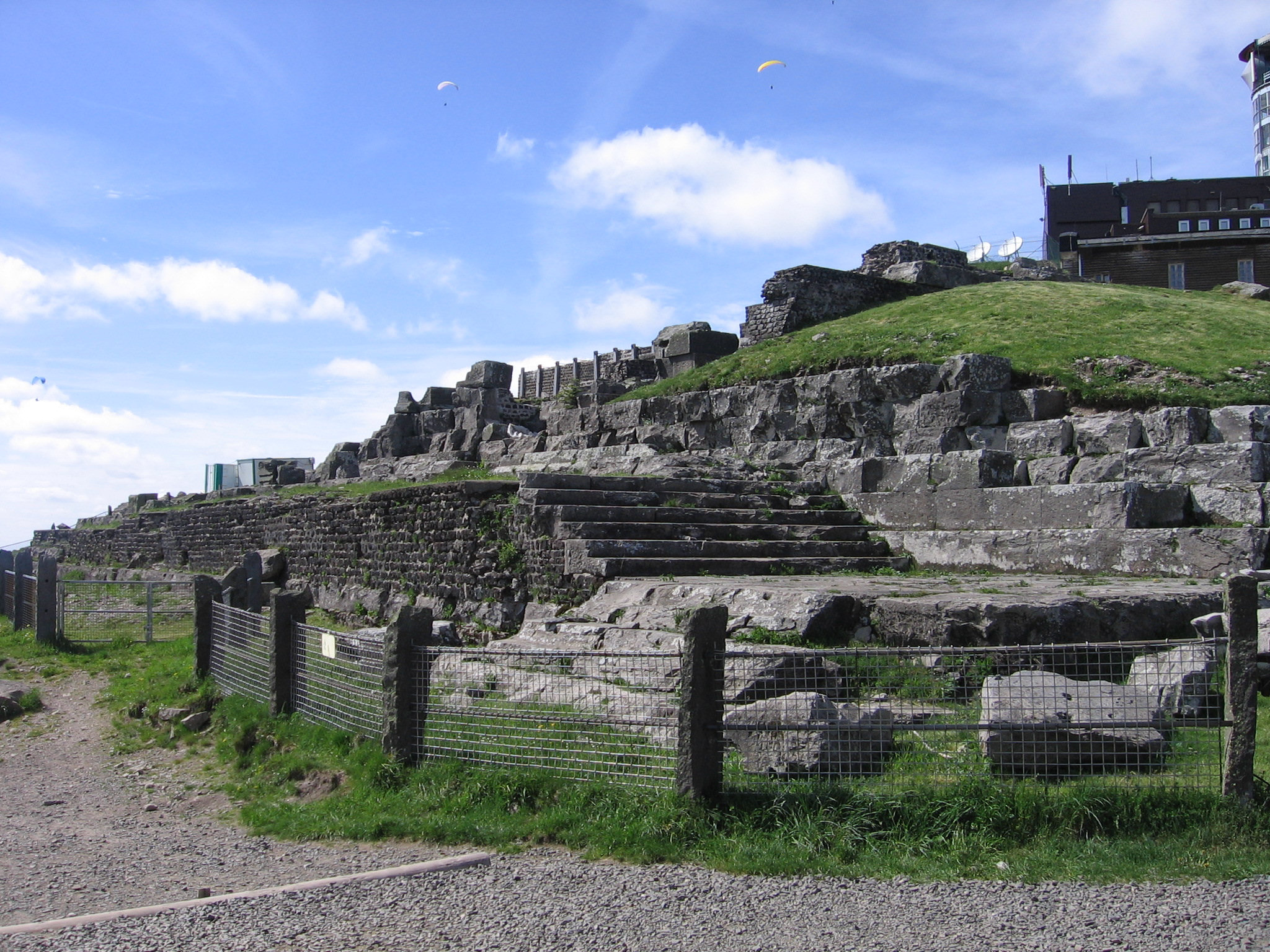
Tempel Mercure.

## Cykelsport

### Tour de France
Puy de Dôme har varit etappmål i Tour de France vid nedanstående tillfällen:
Herrar:
| År   | Etapp                                     | Etappens längd (km) | Kategori | Etappvinnare        |
| ---- | ----------------------------------------- | ------------------- | -------- | ------------------- |
| 1952 | 21 (Limoges - Puy de Dôme)                | 245                 | 1        | Fausto Coppi        |
| 1959 | 15 (Clermont-Ferrand - Puy de Dôme)       | 13 (ITT)            | 1        | Federico Bahamontes |
| 1964 | 20 (Brive-la-Gaillarde - Puy de Dôme)     | 237,5               | 1        | Julio Jiménez       |
| 1967 | 20 (Limoges - Puy de Dôme)                | 222                 | 1        | Felice Gimondi      |
| 1969 | 20 (Brive-la-Gaillarde - Puy de Dôme)     | 198                 | 1        | Pierre Matignon     |
| 1971 | 8 (Nevers - Puy de Dôme)                  | 221                 | 1        | Luis Ocaña          |
| 1973 | 18 (Brive-la-Gaillarde - Puy de Dôme)     | 216,5               | 1        | Luis Ocaña          |
| 1975 | 14 (Aurillac - Puy de Dôme)               | 173,5               | 1        | Lucien Van Impe     |
| 1976 | 20 (Tulle - Puy de Dôme)                  | 220                 | 1        | Joop Zoetemelk      |
| 1978 | 14 (Besse-en-Chandesse - Puy de Dôme)     | 52,5 (ITT)          | 1        | Joop Zoetemelk      |
| 1983 | 15 (Clermont-Ferrand - Puy de Dôme)       | 15,6 (ITT)          | HC       | Ángel Arroyo        |
| 1986 | 21 (Saint-Étienne - Puy de Dôme)          | 190                 | HC       | Erich Maechler      |
| 1988 | 19 (Limoges - Puy de Dôme)                | 188                 | 1        | Johnny Weltz        |
| 2023 | 9 (Saint-Léonard-de-Noblat - Puy de Dôme) | 184                 | HC       | Michael Woods       |

Damer:
| År   | Etapp                      | Etappens längd (km) | Etappvinnare |
| ---- | -------------------------- | ------------------- | ------------ |
| 1986 | 13 (Issoire - Puy de Dôme) | 53                  | Maria Canins |
| 1988 | 10 (Giat - Puy de Dôme)    | 61                  | Maria Canins |